# Яви, Уинфред
Уинфред Яви (англ. Winfred Yavi; род. 31 декабря 1999, Кения) — бахрейнская легкоатлетка кенийского происхождения, специализируется в беге на 3000 метров с препятствиями и в беге на длинные дистанции. Чемпионка Олимпийских игр 2024 года в Париже в стипл-чейзе. Чемпионка мира 2023 года, двукратная чемпионка Азиатских игр, двукратная чемпионка Азии.

## Биография
Родившаяся в Кении Уинфред Яви переехала в Бахрейн в возрасте пятнадцати лет, получив право выступать за свою новую страну в августе 2016 года. В возрасте 17 лет она дебютировала на чемпионатах мира по легкой атлетике и заняла восьмое место в финале бега с препятствиями на 3000 метров.
В 2018 году на Азиатских играх в Джакарте она стала победительницей в забеге на 3000 метров с препятствиями, с результатом 9:36,52. Через год в Дохе, на чемпионате Азии, она смогла выиграть забеги на 3000 метров с препятствиями и 5000 метров.
В 2021 году на летних Олимпийских играх в Токио принимала участие в забеге на 3000 метров с препятствиями, заняла итоговое десятое место, показав результат — 9:19,74.
На чемпионате мира 2023 года в Будапеште, в Венгрии, в стипл-чейзе завоевала золотую медаль, преодолев дистанции за 8:54,29.
На летних Олимпийских играх 2024 года в Париже смогла стать чемпионкой в стипл-чейзе, преодолев дистанцию с олимпийским рекордом 8:52,76.

## Выступления на Олимпиадах
| Олимпиада  | Дисциплина                  | Место      |
| ---------- | --------------------------- | ---------- |
| Токио 2020 | 3000 метров с препятствиями | 10 9:19,74 |
| Париж 2024 | 3000 метров с препятствиями | 8:52,76    |